# Aly Ibrahim
Aly Ibrahim (ur. 19 grudnia 1971 w El Sharkia, zm. 28 marca 2010) – egipski wioślarz, reprezentant Egiptu w wioślarskiej jedynce podczas Letnich Igrzysk Olimpijskich w Pekinie.

## Osiągnięcia
- Mistrzostwa Świata – Tampere 1995 – jedynka – 17. miejsce[1].
- Igrzyska Olimpijskie – Atlanta 1996 – jedynka – 8. miejsce[1].
- Mistrzostwa Świata – Aiguebelette-le-Lac 1997 – jedynka – 6. miejsce[1].
- Mistrzostwa Świata – Kolonia 1998 – jedynka – 6. miejsce[1].
- Mistrzostwa Świata – St. Catharines 1999 – jedynka – 8. miejsce[1].
- Igrzyska Olimpijskie – Sydney 2000 – jedynka – 13. miejsce[1].
- Mistrzostwa Świata – Sewilla 2002 – ósemka – 9. miejsce[1].
- Mistrzostwa Świata – Mediolan 2003 – ósemka – 12. miejsce[1].
- Igrzyska Olimpijskie – Ateny 2004 – jedynka – 14. miejsce[1][2].
- Mistrzostwa Świata – Eton 2006 – czwórka podwójna – 15. miejsce[1].
- Mistrzostwa Świata – Monachium 2007 – czwórka podwójna – 18. miejsce[1][2].
- Igrzyska Olimpijskie – Pekin 2008 – jedynka – 18. miejsce[1][2].

Zginął w wypadku samochodowym w 2010.